# Alfonso Ariosto
Alfonso Ariosto (Ferrara, 1475 – Ferrara, 29 giugno 1525) è stato un diplomatico italiano.

## Biografia
Alfonso Ariosto nacque a Ferrara da Aldobrandino, fratello di Rinaldo che fu il nonno di Ludovico Ariosto.
Iniziò presto la sua carriera diventando persona di fiducia del duca Alfonso I d'Este. Si trasferì a Milano nel 1496 per completare la propria formazione alla corte sforzesca ed è di questo periodo la conoscenza e la conseguente amicizia con Baldassare Castiglione che gli dedicò Il Cortegiano poiché ravvisava nell'Ariosto un esempio di come avrebbe dovuto essere un vero cortegiano. Alfonso Ariosto ebbe la possibilità di leggere il manoscritto del Cortegiano ma morì nel 1525 quindi tre anni prima dell'edizione definitiva ad opera di Manuzio di Venezia e Giunti di Firenze.
Negli anni vissuti a Milano conobbe Isabella Gonzaga con la quale ci fu uno scambio epistolare che durò circa trent'anni.
Presso la corte estense ebbe modo di frequentare gli intellettuali che la frequentavano e in particolare Pietro Bembo.
L'attività al servizio del duca Alfonso fu intensa e Alfonso Ariosto fu impegnato come diplomatico in numerose missioni per chiarire la politica filofrancese degli Estensi.
Alfonso Ariosto morì il 29 giugno 1525.